# Stara Huta, Hmilnîk
Stara Huta (în ucraineană Стара Гута) este un sat în comuna Holodkî din raionul Hmilnîk, regiunea Vinnița, Ucraina.

## Demografie
Componența lingvistică a localității Stara Huta
     Ucraineană (98,81%)
     Rusă (1,19%)
Conform recensământului din 2001, majoritatea populației localității Stara Huta era vorbitoare de ucraineană (98,81%), existând în minoritate și vorbitori de rusă (1,19%).